# 朝日級驅逐艦 (2016年)

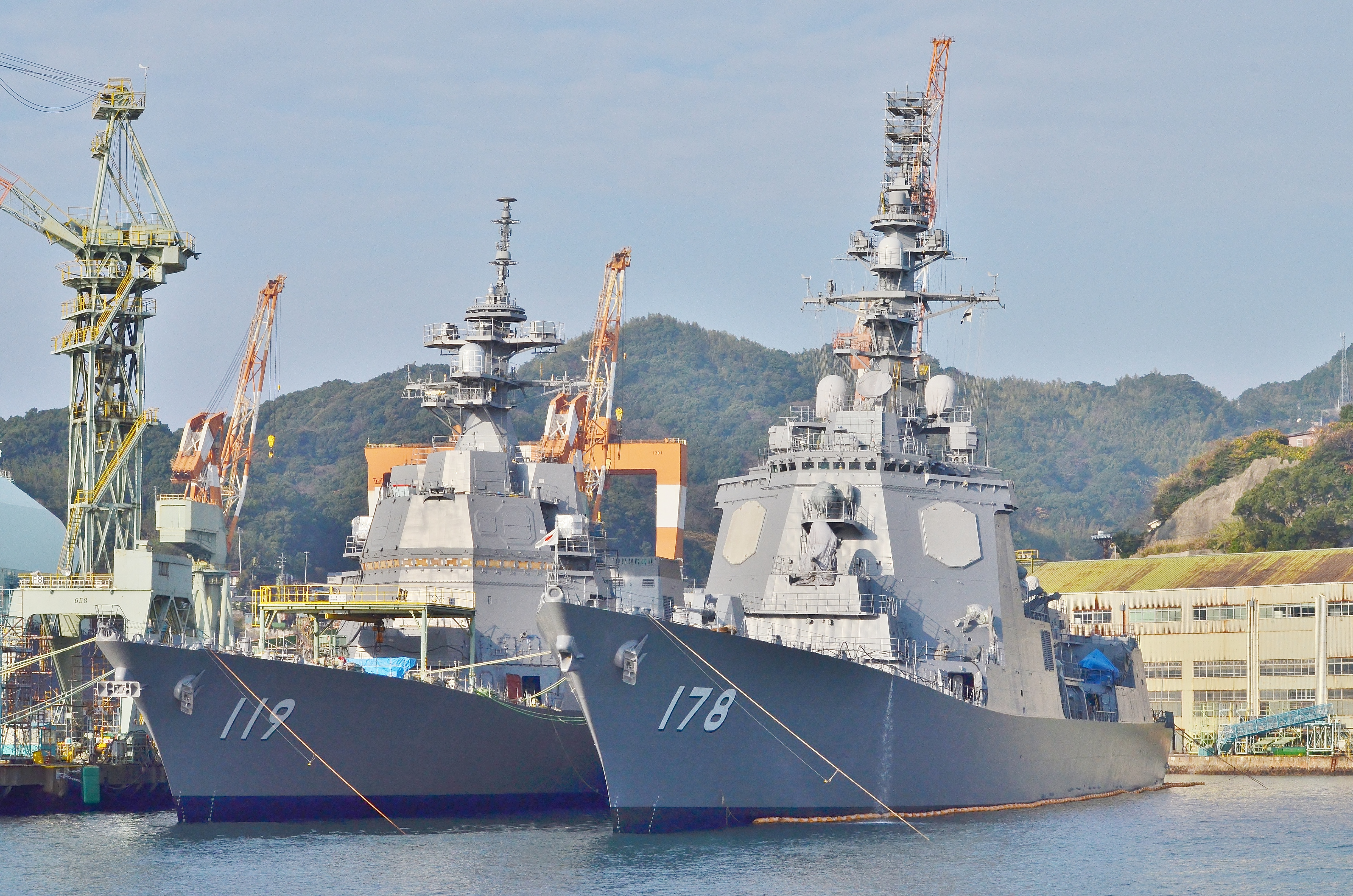
2017年舾裝中的朝日號(圖左)，攝於長崎

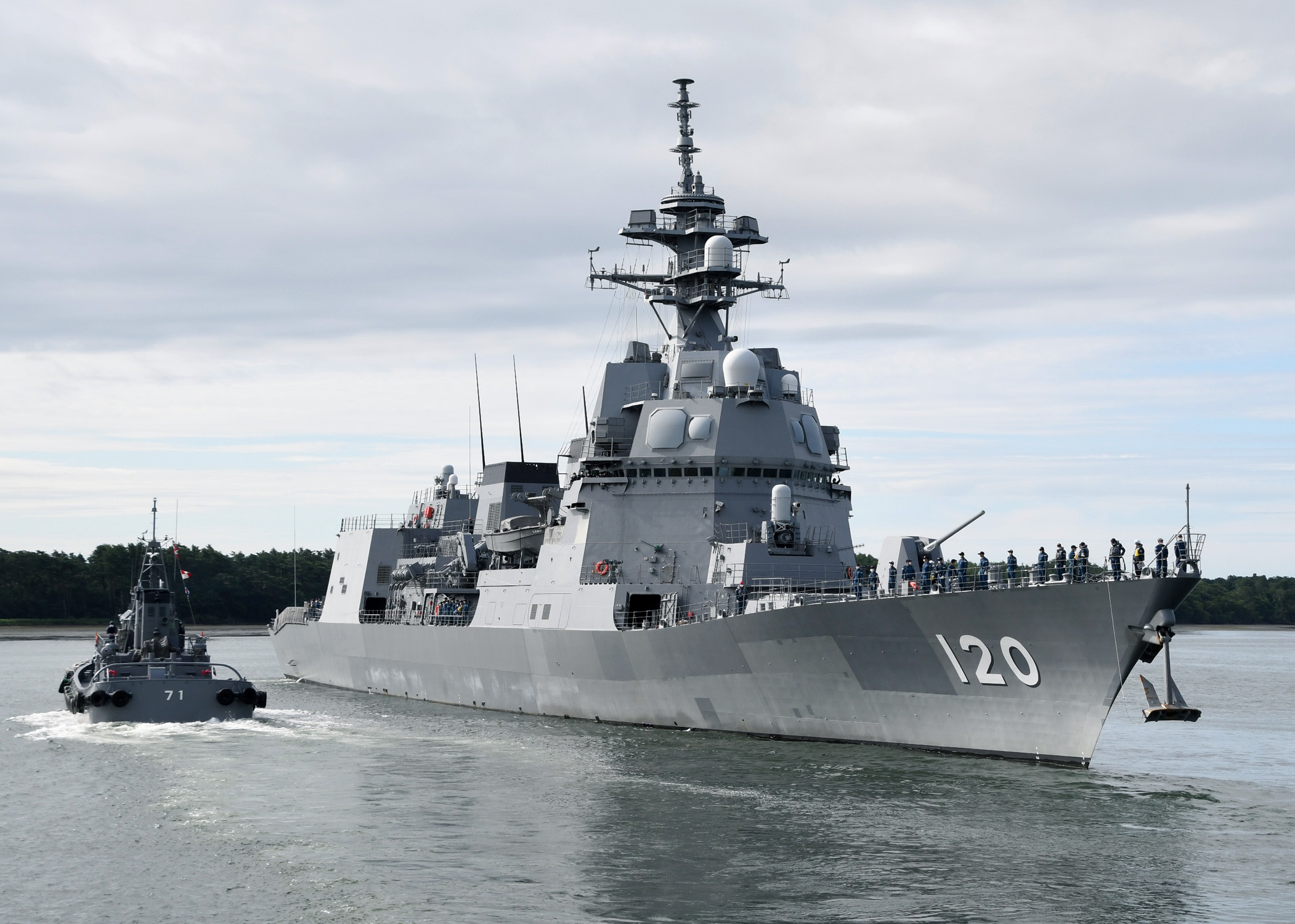
不知火號護衛艦(DD-120)離開大湊基地前往印太地區進行派遣訓練（2021.8.20）

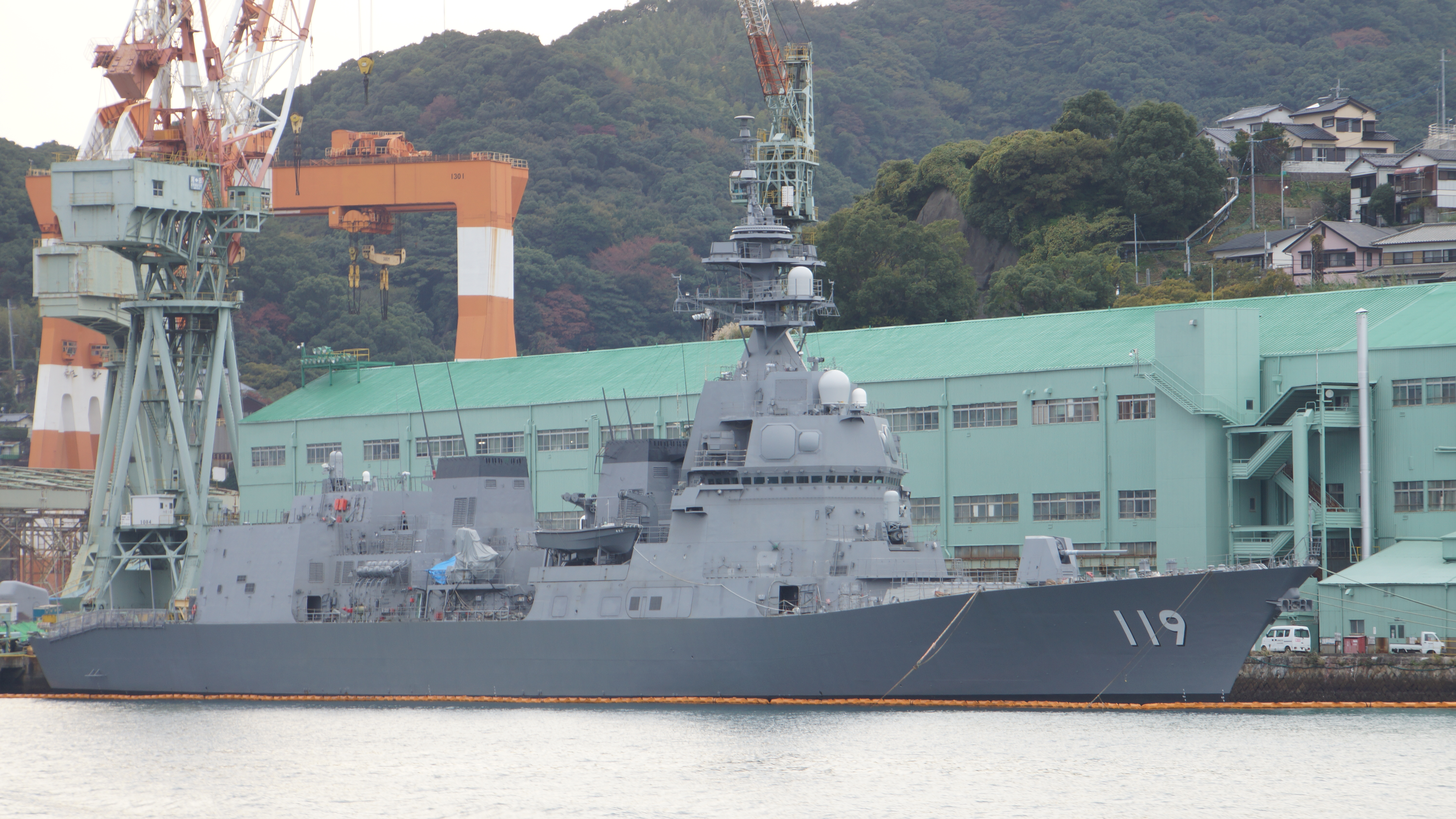
朝日號護衛艦（DD-119），攝於三菱重工業長崎造船廠

朝日級驅逐艦（日语：あさひ型護衛艦，預算代號25DD）為日本海上自衛隊在平成25年（2013年）撥款新建的通用護衛艦，為海上自衛隊成立以來第二次使用之艦名。

## 簡介
朝日級的艦體設計由19DD（秋月級）為基礎衍生研發，替換1980年代生產的初雪型護衛艦，不續產功能完整的秋月級而啟動新計畫主要考量有二；其一是秋月級在內部設計仍大量承襲1990年代研發的高波級，在設計上已不符合近代需求；再者秋月級造價持續上揚，決定增加艦隊艦艇編裝數的海上自衛隊難以在執行其它造艦計畫的同時負擔造艦成本有增無減的秋月級，因此需要更低價的同級產物。
同前所述，朝日級的設計由秋月級衍生；她保留了秋月級艦體、但重新設計了上層結構及動力系統、配備最新型號的反潛偵蒐裝備，但其它配備予以簡化；受惠於嚴格的成本控制，在平成25年編列預算時仍控制在701億日幣。

## 設計細節

### 動力系統
朝日級的輪機是海上自衛隊首度在現役戰艦上運用燃電-燃聯合動力方式架構，動力設計在飛鳥號實驗艦上操作十多年後始成熟化，推進系統包含兩具LM-2500ICE（Integrated Engine Controls）燃氣渦輪主機與兩部2.5MW級電動推進馬達。渦輪噴射引擎在低速環境下的燃料耗費效率較差，既往解決方案是搭配柴油引擎，讓不同引擎輸出由變速箱整合動力之柴燃聯合動力方式(CODAG），COGLAG則是將電力需求增長而日趨高功率化的柴油引擎發電機輸出電力同時運用在電動馬達推進上；在低速時由電動馬達承擔輸出，高速時燃氣渦輪引擎藉由變速箱合併驅動，該架構同樣在飛鳥號實驗艦上操作。相較於海上自衛隊既往和美軍同步運用之全燃聯合動力方式(COGAG）架構，燃料費用上較能節省，但因保持了機械變速箱，作業維持費用上節省較不明顯。由於兩具LM-2500ICE的總推力可能低於原本秋月級的四具SM-1C燃氣渦輪，因此本艦的高速性能可能略有降低。

### 偵蒐設備
相較秋月級功能較為全面，朝日級優先控制成本的目標下被犧牲功能，其中最顯著的為防空能力；朝日級的雷達代號OPY-1，雖然外觀上與秋月級運用之FCS-3A相同，但實際上為射控系統簡化的FCS-3A，稱為OPY-1，為C／X波段整合運作之主動電子掃描陣列雷達，但拔除了荷蘭研發的間斷連續照明波(ICWI)裝置，換用日本自行研發之連續波照明裝置，相關軟體控制功能直接整合至CDS之中，如此可以節省購置硬體的經費，但同時以ESSM飛彈接戰的目標數量有所降低。雖然同樣可導引ESSM，但效率上較秋月級差，防空能力只限單艦防空，無法比照秋月級之僚艦防空水準。
朝日級的主要優勢在反潛架構，本級艦裝備的OQQ-24艦艏聲納與OQR-4拖曳陣列聲納在搜索精度及靈敏度上均優於前代，未來將增設和P-1海上巡邏機搭載之HPS-106搜索雷達相同硬體架構之水面搜索雷達，採用四面式架構。
本級艦雷達的再上一層安裝有東芝開發的「潛望鏡探測雷達」的陣面。

### 雷達
原本秋月級將四組FCS-3A陣面分置於前、後兩個上層結構頂部，而本艦則將四組OPY-1 C/X波段陣面集中在艦橋上方的構造物中 ；四個雷達陣面集中後，後端信號處理單元就可以布置在距離天線較近的位置，可降低信號傳輸佈線的複雜度 ，此外應也能簡化輸配電布置；當然，此種設計對於艦艇生存性必定有所犧牲，上部構造遭命中時四部陣面全數癱瘓的可能性增加。此外。 原本秋月級向後的雷達天線放在上層結構末端的機庫頂，視線內沒什麼阻礙物，而本艦則將這兩部天線前移到艦橋上部，但為了避開後方的煙囪、機庫等構造物，將後部兩座OPY-1雷達陣面的安裝位置加高。

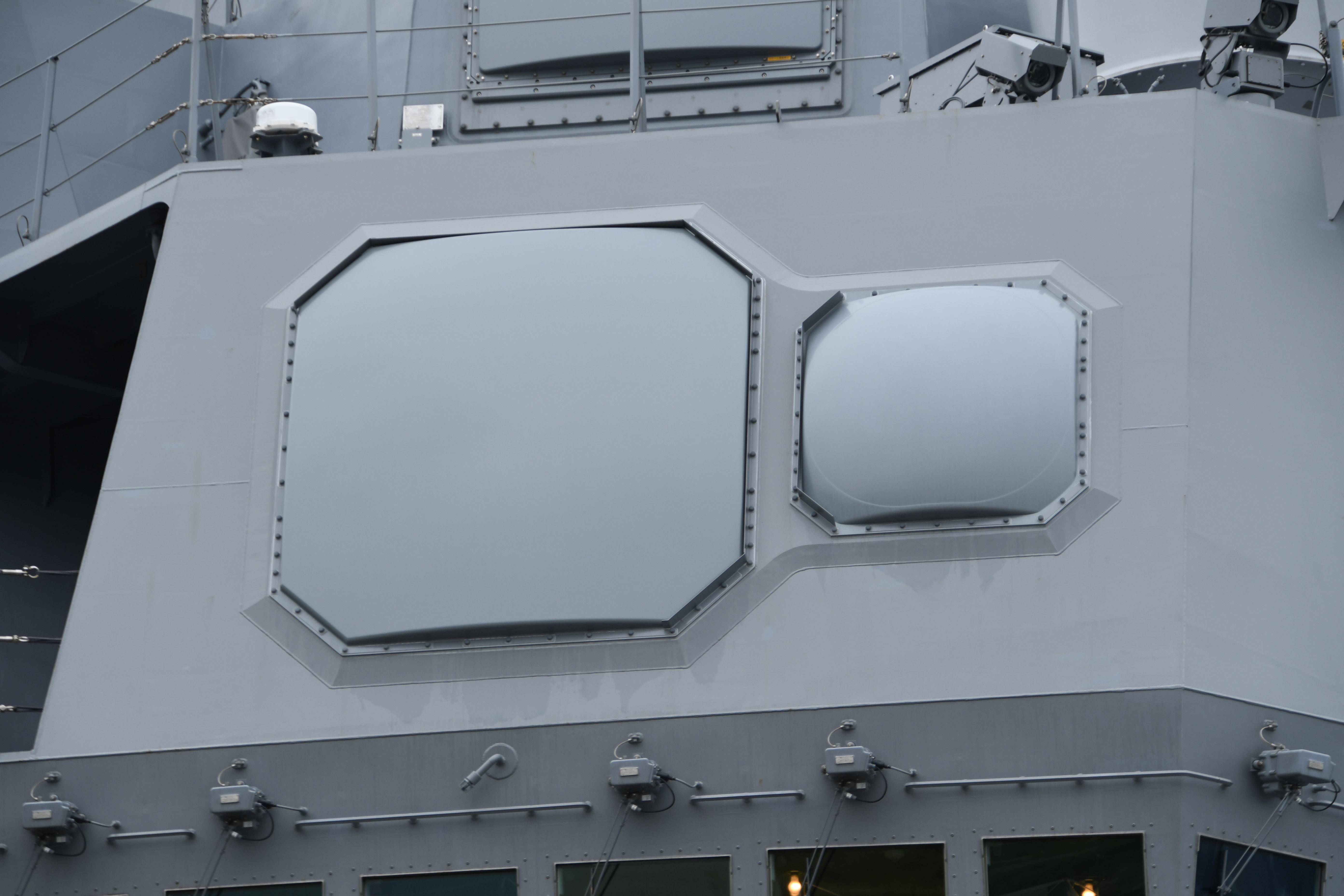
OPY-1雷達
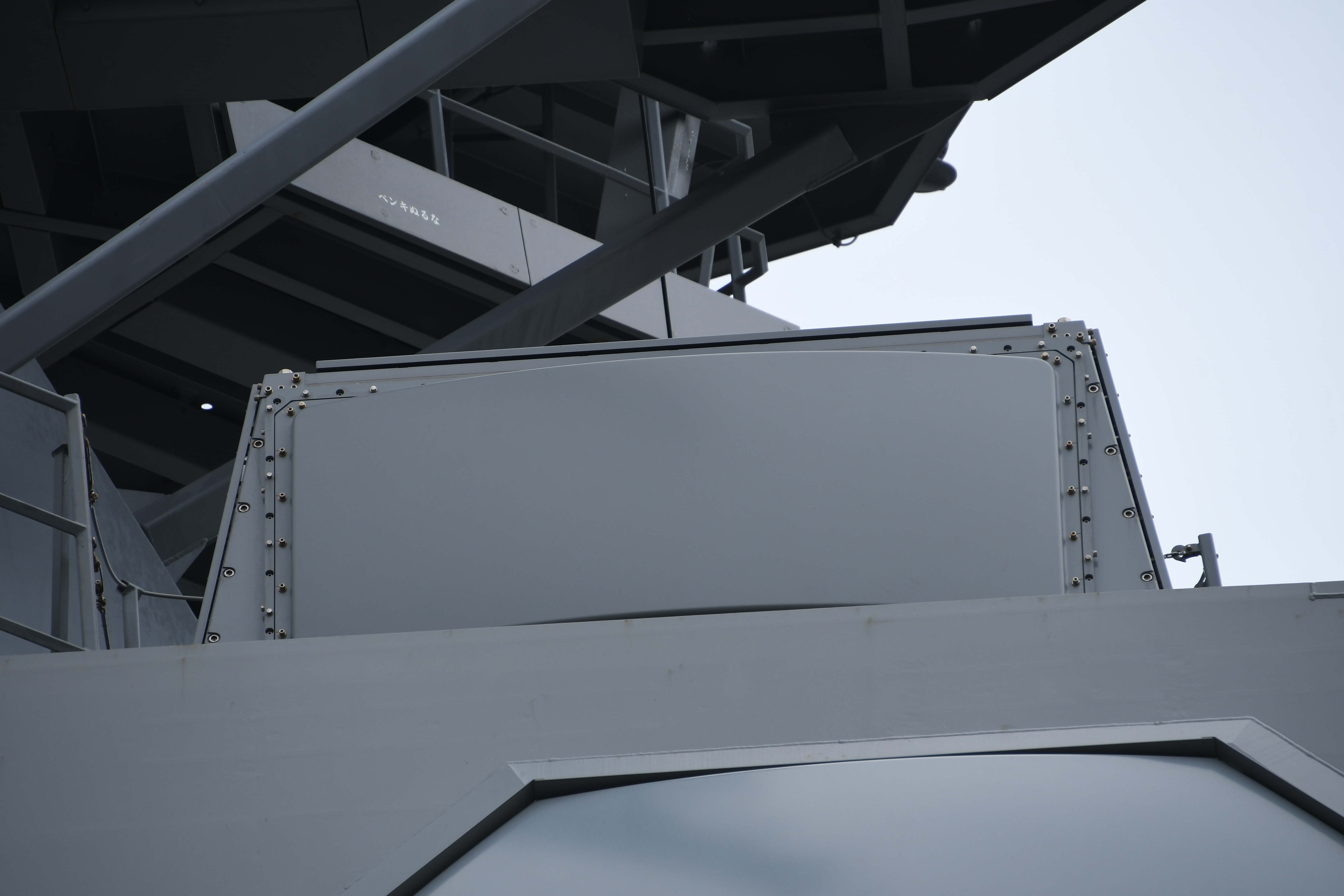
OPS-48

### 防空能力
OPY-1多功能雷達是日本海上自衛隊最上级护卫舰“最上”级所搭载的雷达系统。该系统是以秋月级护卫舰所搭载的FCS-3A为基础，但取消了僚舰防空（LAD）能力，并采用了加賀號護衛艦（24DDH）的OPS-50A所引入的块状化天线和电源装置等，以提高维护性和抗损性。此外，还采用了OYX-1作为人机接口等信息处理装置，并采用了最新的COTS计算机作为雷达信号处理装置，提高了信号处理能力和抗损性，并确保了未来的扩展余地。
FCS-3系统的导弹制导用照明器采用了泰雷兹的APAR的一部分作为ICWI（Interrupted Continuous Wave Illuminator）。在最上级的计划阶段，曾考虑替换ICWI为国产开发的连续波照明器，但最终还是采用了APAR。由于取消了僚舰防空（LAD）能力，雷达覆盖范围也与日向號護衛艦的FCS-3大致相同。但如果未来需要控制射程更长的导弹，则可以进行改修以扩大雷达覆盖范围。
最上级的防空武器与秋月级大致相同。ESSM舰对空导弹装在舰首甲板的32单元Mk.41垂直发射系统（VLS）中。近程防空武器为20毫米火炮“密集阵”近防系统，安装方式与秋月级相同，但由于雷达天线的安装方式改变，舰尾侧的射界得到了改善。

### 武裝
朝日級雖然承襲秋月級的艦體，規劃設計時受制於成本，雖然保留有4組（32管）Mk 41垂直發射系統的容積，但只配備半數(16管)；後來建造時還是恢復配備4組(32管)但只有配備(16管)的武器裝備 ，其中混合搭載07式垂直發射反潛火箭(VLA)，與RIM-162 ESSM飛彈。其餘武裝同秋月級，配備艦艏MK-45 Mod4 五吋62倍徑砲5吋艦砲、8枚90式反艦飛彈、2座方陣MK-15 Block1B近迫武器系統(CIWS)，及直升機庫。

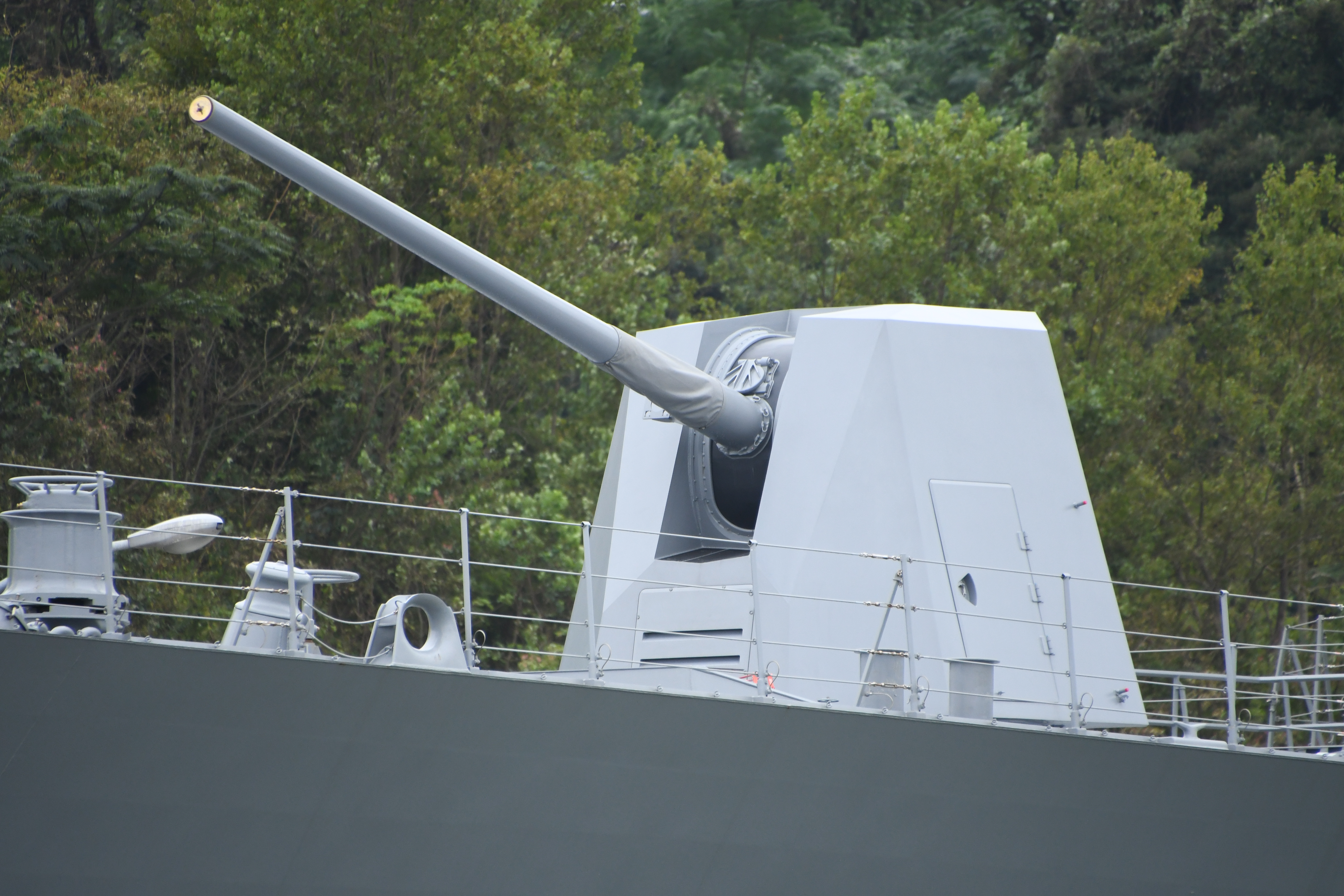
MK-45 Mod4 五吋62倍徑砲5吋艦砲
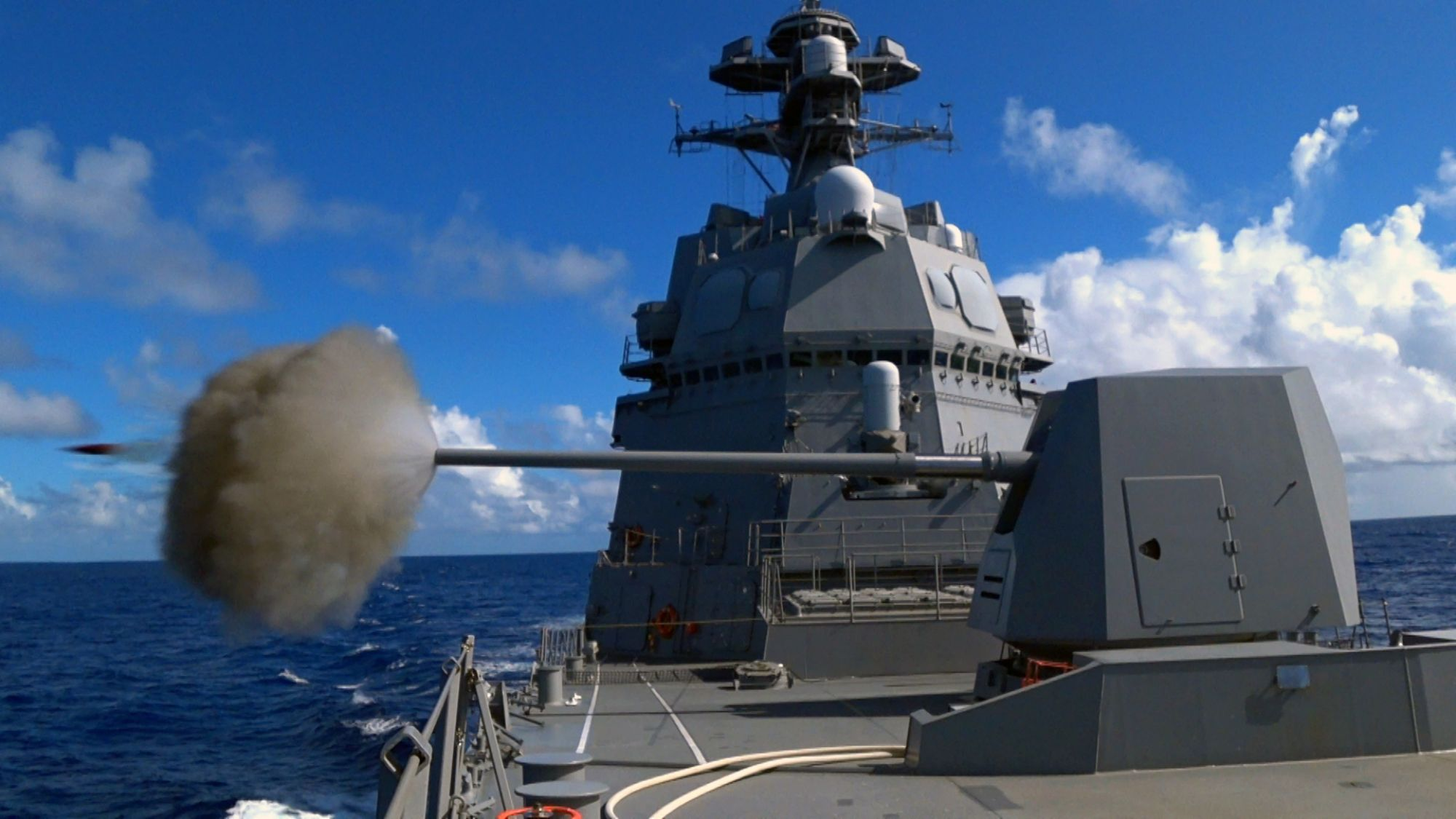
不知火號護衛艦（DD-120）MK-45 Mod4 五吋62倍徑砲5吋艦砲開炮
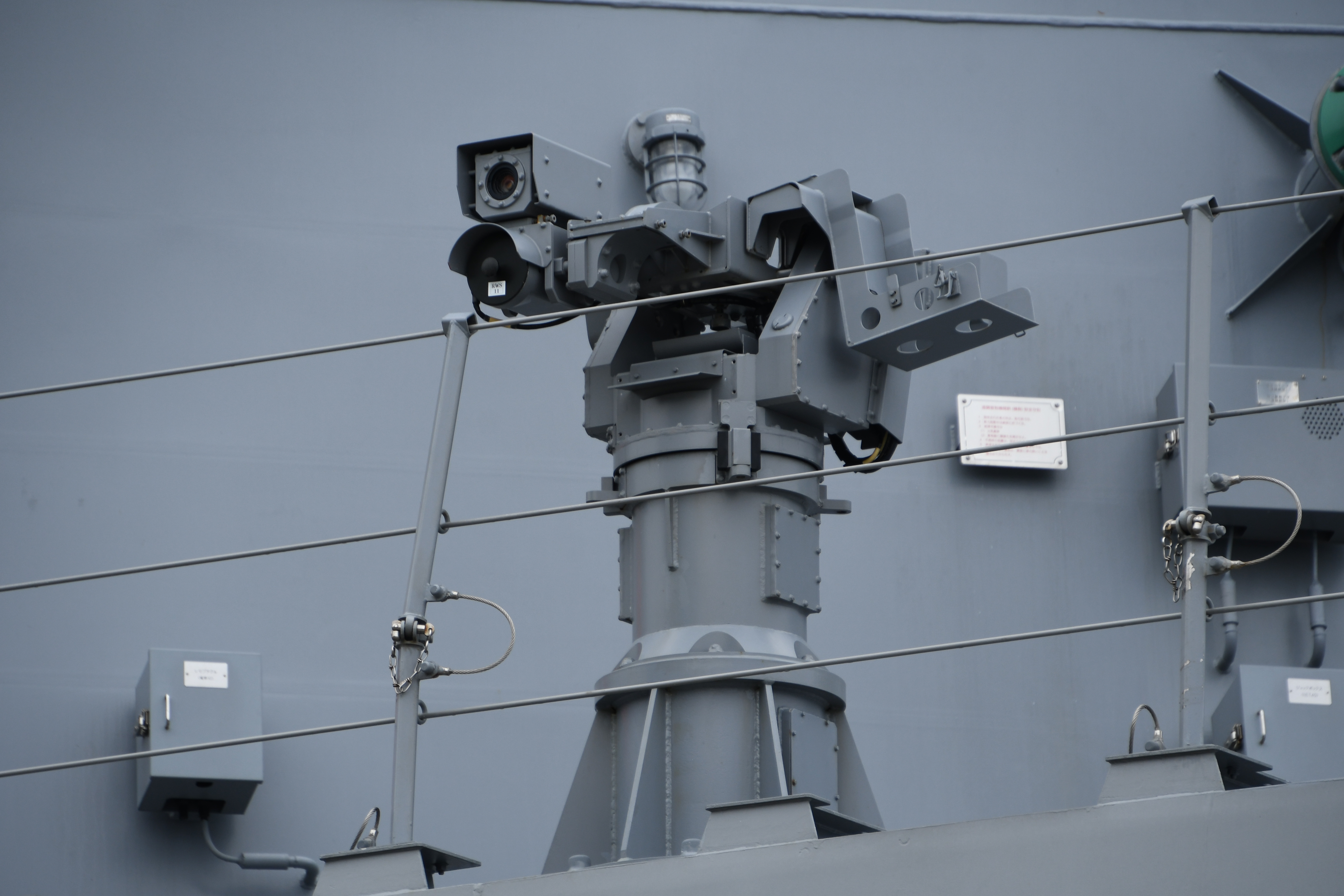
遙控武器站

### 艦載機
朝日級一般配備一架SH-60K直升機，機庫與秋月级护卫舰大小相同，機庫最大可容納2架直升機。

## 海上自卫队通用护卫舰对比
|          |            | 朝日級                                                   | 秋月级                                                   | 高波級                                                   | 村雨级                                              | 朝霧级                                              | 初雪级                                              |
| -------- | ---------- | -------------------------------------------------------- | -------------------------------------------------------- | -------------------------------------------------------- | --------------------------------------------------- | --------------------------------------------------- | --------------------------------------------------- |
| 世代     | 世代       | 第2代                                                    | 第2代                                                    | 第2代                                                    | 第2代                                               | 第1代                                               | 第1代                                               |
| 船体     | 基準排水量 | 5,100 吨                                                 | 5,050 吨                                                 | 4,650 吨                                                 | 4,550 吨                                            | 3,500 吨                                            | 2,950 吨                                            |
| 船体     | 満載排水量 | 6,800吨                                                  | 6,800吨                                                  | 6,300 吨                                                 | 6,100 吨                                            | 4,900 吨                                            | 4,000 吨                                            |
| 船体     | 全長       | 151 米                                                   | 150.5 米                                                 | 151 米                                                   | 151 米                                              | 137 米                                              | 130 米                                              |
| 船体     | 全宽       | 18.3 米                                                  | 18.3 米                                                  | 17.4 米                                                  | 17.4 米                                             | 14.6 米                                             | 13.6 米                                             |
| 动力     | 方式       | COGLAG                                                   | COGAG                                                    | COGAG                                                    | COGAG                                               | COGAG                                               | COGOG                                               |
| 动力     | 功率       | 62,500 匹马力                                            | 64,000 匹马力                                            | 60,000 匹马力                                            | 60,000 匹马力                                       | 54,000 匹马力                                       | 45,000 匹马力                                       |
| 动力     | 速度       | 30 节                                                    | 30 节                                                    | 30 节                                                    | 30 节                                               | 30 节                                               | 30 节                                               |
| 武器装备 | 火炮       | Mk_45艦砲×1                                              | Mk_45艦砲×1                                              | 奧托布雷達127公厘艦炮×1                                  | 奧托梅萊拉76公釐艦炮×1                              | 奧托梅萊拉76公釐艦炮×1                              | 奧托梅萊拉76公釐艦炮×1                              |
| 武器装备 | 火炮       | 方陣近迫武器×2                                           |                                                          |                                                          |                                                     |                                                     |                                                     |
| 武器装备 | 导弹       | Mk.41 VLS×32联装 (进化型海麻雀 / 海麻雀导弹, 07式 / VLA) | Mk.41 VLS×32联装 (进化型海麻雀 / 海麻雀导弹, 07式 / VLA) | Mk.41 VLS×32联装 (进化型海麻雀 / 海麻雀导弹, 07式 / VLA) | Mk.48 垂直发射系统×16联装 (海麻雀/进化型海麻雀)     | Mk 29导弹发射器 8联装×1 (进化型海麻雀)              | Mk 29导弹发射器 8联装×1 (进化型海麻雀)              |
| 武器装备 | 导弹       | Mk.41 VLS×32联装 (进化型海麻雀 / 海麻雀导弹, 07式 / VLA) | Mk.41 VLS×32联装 (进化型海麻雀 / 海麻雀导弹, 07式 / VLA) | Mk.41 VLS×32联装 (进化型海麻雀 / 海麻雀导弹, 07式 / VLA) | Mk.41 VLS×16联装 (VLA)                              | 74式8管发射器×1 (RUR-5阿斯洛克反潛飛彈)             | 74式8管发射器×1 (RUR-5阿斯洛克反潛飛彈)             |
| 武器装备 | 导弹       | 90式反艦飛彈4連装發射器×2                                | 90式反艦飛彈4連装發射器×2                                | 90式反艦飛彈4連装發射器×2                                | 90式反艦飛彈4連装發射器×2                           | 魚叉反艦飛彈6联装×2                                 | 魚叉反艦飛彈6联装×2                                 |
| 武器装备 | 水雷       | 3連裝MK32型鱼雷发射管×2 (12式 / 97式 / Mk46 / 73式)      | 3連裝MK32型鱼雷发射管×2 (12式 / 97式 / Mk46 / 73式)      | 3連裝MK32型鱼雷发射管×2 (12式 / 97式 / Mk46 / 73式)      | 3連裝MK32型鱼雷发射管×2 (12式 / 97式 / Mk46 / 73式) | 3連裝MK32型鱼雷发射管×2 (12式 / 97式 / Mk46 / 73式) | 3連裝MK32型鱼雷发射管×2 (12式 / 97式 / Mk46 / 73式) |
| 艦載機   | 艦載機     | SH-60K×1                                                 | SH-60J/K×1                                               | SH-60J/K×1                                               | SH-60J/K×1                                          | SH-60J/K×1                                          | SH-60J/HSS-2B×1                                     |
| 同型艦数 | 同型艦数   | 2艘                                                      | 4艘                                                      | 5艘                                                      | 9艘                                                 | 8艘                                                 | 12艘（退役）                                        |

## 同級艦
目前朝日級分別在2013年與2014年撥款建造，2014年DD26預算額729億日幣，同前所述，本級艦為低價戰力補充方案；未來幾年海上自衛隊將以增產8,200噸級飛彈驅逐艦以及3,900噸級護衛艦計畫，故本級艦增產空間不大。
| 艦艇編號 | 艦名                                  | 建造               | 開工                     | 下水                       | 服役                      | 所屬部隊                           |
| -------- | ------------------------------------- | ------------------ | ------------------------ | -------------------------- | ------------------------- | ---------------------------------- |
| DD-119   | 朝日（あさひ） （25DD、1613號艦）     | 三菱重工長崎造船廠 | 2015年（平成27年）8月4日 | 2016年（平成28年）10月19日 | 2018年（平成30年）3月7日  | 第2護衛隊群第2護衛隊（佐世保基地） |
| DD-120   | 不知火（しらぬい） （26DD、1614號艦） | 三菱重工長崎造船廠 | 2016年（平成28年）       | 2017年（平成29年）10月12日 | 2019年（平成31年）2月27日 | 第3護衛隊群第7護衛隊（大湊基地）   |

## 资料参考
1. ↑  防衛省.  (PDF). 2013  [2013-09-29]. （原始内容 (PDF)存档于2013-06-26）.
2. 1 2 3 4  東郷行紀. . 世界の艦船 (海人社). 1, (771): 144–149.
3. ↑  東郷行紀. . 世界の艦船 (海人社). 5, (778): 76–85.
4. 1 2 3  徳丸 2018.
5. ↑  . 世界の艦船 (海人社). 8, (782): 146–149.
6. ↑  防衛省.  (PDF). 2014  [2014-03-20]. （原始内容 (PDF)存档于2014-10-13）.
7. ↑  全造船機械労働組合.  (PDF). 2013  [2014-08-16]. （原始内容 (PDF)存档于2014-08-19）.
8. ↑  護衛艦「しらぬい」の引渡式・自衛艦旗授与式等について （页面存档备份，存于）海上自衛隊プレスリリース（2019年2月19日）

1. ↑  摩耶级和改修后的愛宕級搭载了宙斯盾反导系统BMD 5.0或更高版本，能够同时兼顾对空作战和弹道导弹防御，因此不需要僚舰防空支援。金刚级4艘仍搭载宙斯盾反导系统BMD 3.6，因此仍将与秋月级组成编队。
2. ↑  比 3 号船增加 50 吨。
3. ↑  比 5 号船增加 50 吨。
4. ↑  比 8 号船增加 50 吨。
5. ↑  比 5 号船增加 50 吨。
6. ↑  比 8 号船增加 50 吨。